# Sclerotium hyacinthi
Sclerotium hyacinthi är en svampart som beskrevs av Guépin 1830. Sclerotium hyacinthi ingår i släktet Sclerotium och riket svampar.   Inga underarter finns listade i Catalogue of Life.